# Пески Марса
«Пески Марса» (англ. The Sands of Mars) — научно-фантастический роман Артура Кларка, опубликованный в 1951 году. Один из ранних романов автора. Впервые на русском языке опубликован в журнале «Наука и жизнь» № 4-6 за 1964 год в сокращённом виде.

## Аннотация
Конец XX века. Земля основала колонии на Луне и Марсе, исследовательские корабли уже добрались до Сатурна. Марсианские колонисты под руководством харизматического Уоррена Хэдфилда пытаются превратить суровый к людям Марс в самодостаточную колонию.
В это время писатель Мартин Гибсон, получивший в прошлом известность благодаря своим научно-фантастическим романам, отправляется в путешествие на Марс, чтобы написать серию статей о жизни молодой марсианской колонии. Он является единственным пассажиром на новом межпланетном корабле «Арес», кроме него на борту шесть членов экипажа. Путешествие в космосе и жизнь на Марсе в корне изменят воззрения писателя и его судьбу…

## Марс в романе

### Рельеф Марса
На Марсе отсутствуют крупные горы, есть лишь небольшие холмы и возвышенности. Кроме огромных пустынь, на поверхности планеты остались следы высохших морей и рек, а полюса покрывают полярные шапки. Эта картина серьёзно противоречит современным данным, достаточно вспомнить, что самая высокая гора в Солнечной системе находится на Марсе.

### Климат
Климат на Марсе холодный и сухой, днём температура может подняться выше точки замерзания, однако ночью температура может упасть до −100°С, а в полярных регионах — до −150°С. Атмосферное давление несколько ниже земного, однако выше, чем известно по современным данным — вода закипает при 60°С. Из погодных явлений на Марсе изредка бывают сильные песчаные бури, представляющие опасность для воздушного транспорта.

### Флора и фауна
На планете, несмотря на суровые климатические условия, осталась достаточно развитая экосистема с более благоприятных времён, когда на поверхности Марса было много открытой воды, а атмосфера более насыщена кислородом. Растительность покрывает незначительную часть поверхности, при этом растения не обладают хлорофиллом, так как в атмосфере практически отсутствует кислород для фотосинтеза. Вместо этого они перерабатывают различные оксиды, которых много в марсианском песке (в основном окисел железа), чтобы получить необходимый кислород. Растительность хорошо реагирует на уровень освещённости и когда наступает ночь многие растения сворачиваются для защиты от холода в маленькие тугие комки.
Отдельно следует выделить один из видов описанных растений — оxyfera. Требует высокий уровень освещённости и поэтому произрастает преимущественно на экваторе. Это тонкие коричневые растения с растущими вверх прямо от грунта длинными извилистыми листьями, которые покрыты округлыми наростами, содержащие добываемый растениями кислород из почвы. Повёрнутая к Солнцу сторона листьев более тёмная, чем теневая, что помогает сохранять тепло.
Именно эти растения обусловили возможность существования животной жизни на Марсе. Первые марсианские обитатели были случайно обнаружены благодаря Мартину Гибсону. Они представляют собой сумчатых животных, похожих на толстых кенгуру, способные менять окраску кожи, но не ради мимикрии, как это делают некоторые земные животные, а для эффективной терморегуляции. Питаются oxyfera, от которых получают кислород. Не агрессивны, взрослые особи вообще практически не реагируют на присутствие человека. Степень разумности марсианских обитателей точно не установлена, однако они достаточно хорошо поддаются обучению простым действиям.

### Население колонии
Крупнейшим поселением колонистов на Марсе является Порт-Лоуэлл, названный в честь Персиваля Лоуэлла. К моменту прибытия Гибсона на планету городу было не менее 10 лет. Из менее крупных поселений упоминается ещё Порт-Скиапарелли (Джованни Скиапарелли — первооткрыватель марсианских каналов) с населением чуть меньше тысячи человек, возникший на месте первой высадки земных колонистов за несколько лет до основания Порта-Лоуэлла.
Поселения на Марсе представляют собой группу связанных куполов диаметром до пятисот метров, под которыми создаётся нормальная земная атмосфера, достаточно насыщенная кислородом (7 куполов в Порт-Лоуэлле, 2 в Порт-Скиапарелли). Большинство построек под куполом — металлические двухэтажные дома, похожие с виду на бараки.
Возрастной состав населения Марса характерен тем, что практически полностью отсутствуют подростки, так как в колонисты не допускаются люди моложе 21 года, а возраст колонии немногим более 10 лет. Благодаря такой структуре рождаемость в марсианской колонии самая высокая в Солнечной системе.

## Технические детали
- впервые в своих произведениях Кларк описал вращающиеся космические станции, на которых благодаря центробежной силе имитируется гравитация;
- также в романе впервые появились гантелеобразные межпланетные корабли с атомными двигателями, позже получившие визуальное воплощение в фильме Космическая одиссея 2001.

## Приём критиков
Рецензент «Galaxy Science Fiction» Грофф Конклин описал роман как «по-настоящему хорошее чтение». Энтони Бучер и Фрэнсис Маккомас нашли его «первоклассной научной фантастикой для умных и грамотных читателей». Критик Питер Миллер писал, что хотя «повествование идёт с некоторым скрипом… [это] является одним из наиболее правдоподобных путешествий на Марс».

## Публикации на русском языке
- И. Филенков. Фантастика и путешествия. Том 4 (антология). — М.: Молодая гвардия, 1965. — Т. 4. — 400 с. — (Библиотека фантастики и путешествий в пяти томах. Приложение к журналу "Сельская молодёжь"). — 45 000 экз.
- Станислав Лем, Артур Кларк, Роберт Шекли. Фантастика. Книга 3. — Юнисам, 1991. — 368 с. — (Фантастика). — 200 000 экз. — ISBN 5-86986-064-4.
- Артур Кларк. Пески Марса. — СПб.: Северо-Запад, 1993. — 607 с. — (Science Fiction (зарубежные авторы)). — 100 000 экз. — ISBN 5-8352-0111-7.
- Артур Кларк. Миры Артура Кларка. Пески Марса. — Рига: Полярис, 1998. — 384 с. — (Миры Артура Кларка). — 7000 экз. — ISBN 5-88132-356-4.
- Артур Кларк. Пески Марса. — М., СПб.: Эксмо, Домино, 2009. — 480 с. — (Звезды фантастики). — 3100 экз. — ISBN 978-5-699-32299-2.
- Артур Кларк. Пески Марса. — М., СПб.: Эксмо, Домино, 2009. — 688 с. — (Весь Кларк). — 5000 экз. — ISBN 978-5-699-38932-2.
- Артур Кларк. Пески Марса. — М.: Эксмо, 2010. — 288 с. — (Фантастика & фэнтези: The Best of). — 5000 экз. — ISBN 978-5-699-42829-8.